# Bartholomeus Appelman
Bartholomeus Appelman (Den Haag, ca. 1628 – aldaar, 1686) was een Nederlandse kunstschilder uit de Gouden Eeuw.

## Leven
Arnold Houbraken vermeldt in zijn werk De groote schouburgh der Nederlantsche konstschilders en schilderessen dat Appelman in 1640 werd geboren, maar het Rijksbureau voor Kunsthistorische Documentatie (RKD) beargumenteert waarom het 1628/1629 moet zijn. Wel zijn de bronnen gelijkgestemd over de geboorteplaats Den Haag. Hij schilderde landschappen en gezichten op Rome. Toen hij in Rome was werd hij lid van de Bentvueghels met de koosnaam "Hector". In Paleis Soestdijk heeft hij een muurschildering geschilderd in een salon, die zeer bewonderd wordt. Hij deed dat in dienst van de Prins van Oranje. Hij schilderde veel landschappen als achtergrond in portretten van Jan de Baen. Hij stierf in 1686 op de leeftijd van 64 jaar.
In 1650 was hij, met Hans de Jode en Carel Codde, betrokken bij een rechtszaak wegens doodslag in 1647. Geregistreerd is dat hij in het buitenland leefde tijdens het onderzoek. In 1671 woonde hij in Amsterdam waar hij een kamer huurde bij een weduwe, en werd hij geregistreerd wegens ordeverstoring. In 1676 werd hij lid van de Confrerie Pictura in Den Haag waarvan hij tot aan zijn dood in 1686 lid zou blijven. In 1677 en 1681 was hij hoofdman van het gilde.